# Phoneyusa bouvieri
Phoneyusa bouvieri is een spinnensoort in de taxonomische indeling van de vogelspinnen (Theraphosidae).
Het dier behoort tot het geslacht Phoneyusa. De wetenschappelijke naam van de soort werd voor het eerst geldig gepubliceerd in 1917 door Lucien Berland.